# Nicolas de Salerne
 (août 2014).
Si vous disposez d'ouvrages ou d'articles de référence ou si vous connaissez des sites web de qualité traitant du thème abordé ici, merci de compléter l'article en donnant les références utiles à sa vérifiabilité et en les liant à la section « Notes et références ».
Niccolò Salernitano (en français Nicolas de Salerne, en latin Nicolas Prœpositus) fut directeur de l'École de médecine de Salerne vers 1150.

## Biographie
Nicolas de Salerne est probablement l'auteur du Qui pro quo de l'Antidotarium parvum de 140 formules, qui fit autorité comme Codex sous Louis IX et pendant plusieurs siècles, et d'un Dispensatorium, première des pharmacopées de type moderne avec composition et propriétés des préparations destinées à des usages pratiques. 
Il était autrefois souvent confondu avec Nicolas d'Alexandrie (Sprengel, Hist. med.) et avec Nicolas Praepositus, médecin à Tours au XVe siècle (La Pharmacopée de Bauderon de Brice Bauderon, « avis au lecteur »).